# Govindanahalli, Madhugiri
Govindanahalli là một làng thuộc tehsil Madhugiri, huyện Tumkur, bang Karnataka, Ấn Độ.